# Harold Melvin & the Blue Notes
Harold Melvin & the Blue Notes – amerykański zespół wokalny wykonujący mieszankę disco i R&B. Najpopularniejszy utwór z jego repertuaru to wydany w 1972 roku singel „If You Don't Know My Be Now”, który jako cover wykonywany był m.in. przez grupę Simply Red.

## Dyskografia
Opracowano na podstawie materiału źródłowego.
- 1972: Harold Melvin & the Blue Notes
- 1972: I Miss You
- 1973: Black & Blue (& The Love I Lost)
- 1975: To Be True (& Theodore Pendergrass)
- 1975: Wake Up Everybody (& Theodore Pendergrass)
- 1976: Reaching For The World
- 1977: Now Is The Time
- 1979: The Blue Album (& Sharon Paige)
- 1981: All Things Happen In Time
- 1984: Talk It Up (Tell Everybody)
- 1993: If You Don't Know My By Now